# 朱鑑 (弘治進士)
朱鑑（1466年—？），字缉熙，直隶永平府卢龙县人，民籍，明朝政治人物。进士出身。

## 生平
順天府鄉試第四十名舉人。弘治十二年（1499年）中式己未科會試第二百二十九名，二甲第三十四名進士。授刑部主事，升员外郎、郎中，出为建宁府知府，居官严明果断，不爱嘱托，郡人有神明之颂。以母忧归，服闋，补青州知府，在任五載，其治如建宁。正德十二年（1517年）正月考察，致仕归家，春夏读书，秋冬射猎。居处左建一小楼，門前有井，妇女非裙裳不敢至井汲水。
朱鉴曾于正德四年(1509年)接替费愚任建宁府知府一职，正德五年(1510年)由罗柔接任。

## 家族
曾祖朱自名。祖朱善。父朱有。母周氏。慈侍下。兄朱祥；朱聪（县丞）、朱敬。有三子：朱伊，廪生；朱似早卒；朱侣以贡生为肥城训导。侣子朱文運，萬曆己丑進士，任丹阳知县、南户部主事。